# Xenobiologia di Stargate SG-1
Questa voce è una lista delle razze immaginarie appartenenti all'universo fantascientifico di Stargate SG-1.

## Umani
Tra tutti i popoli umani di Stargate SG-1, gli unici che non appartengono alla Via Lattea sono Alterani, Antichi e Ori. Le razze della Via Lattea hanno tutte un carattere in comune tra loro: hanno origine da persone deportate dalla Terra in altri mondi dai Goa'uld; discendono dunque tutte dai Tau'ri.

### Abydosiani
Esseri umani trasportati da Ra su Abydos migliaia di anni fa.

### Alterani
Gli Alterani furono la prima evoluzione dell'umanità, sviluppatasi sul pianeta Celestis, in un'altra galassia. Essi si divisero nel corso della loro storia in due fazioni, gli Antichi e gli Ori.

### Antichi
Umani evoluti provenienti da un'altra galassia. Sono una fazione degli Alterani, che nella Via Lattea e nella Galassia di Pegaso ha impresso una spinta evolutiva verso la nascita di nuovi esseri umani; nella Via Lattea gli Antichi hanno in tal modo dato origine ai Tau'ri. In seguito, gli Antichi fecero parte dell'Alleanza delle quattro grandi razze.

### Argosiani
Gli Argosiani sono una specie umana che vive sul pianeta Argos. Gli Argosiani si auto-identificano come i Prescelti e sono i discendenti dell'antica civiltà minoica della Terra. Un Goa'uld, chiamato Pelops, condusse alcuni minoici su Argos migliaia di anni fa. Su Argos il Goa'uld fece diversi esperimenti sugli umani per accelerarne l'evoluzione, usando delle Naniti che ebbero però effetti disastrosi. Gli Argosiani infatti raggiungono l'età di 60-70 anni in appena 100 giorni. Quando l'SG-1 raggiunse Argos, riuscì a disattivare le Naniti in modo che gli Argosiani potessero invecchiare come ogni essere umano. In seguito, diverse squadre SG visitarono gli Argosiani mantenendo buoni rapporti tra i due mondi.

### Aschen
Esseri umani del pianeta Aschen Prime a capo della Confederazione Aschen.

### Bedrosiani
Abitanti del continente di Bedrosia su P2X-416. Nemici degli Optricani.

### Byrsa
I Byrsa sono una razza umana primitiva che vive sul pianeta Cartago. Parlano una curiosa combinazione di inglese, latino e greco. Il sistema di giustizia dei Byrsa rispetta il Cor-ai, un processo durante il quale colui che viene danneggiato determina la punizione per il trasgressore. Normalmente i Byrsa sono una società pacifica costruita su strutture in pietra, inclusa una sorta di prigione e una serie di cunicoli e tunnel dove nascondersi all'arrivo dei Goa'uld, i quali vengono frequentemente a catturarli per ottenere nuovi ospiti per i simbionti. Durante il suo servizio per Apophis che gli ordinò di uccidere un Byrsa in modo da ottenere la loro sottomissione, Teal'c decise di uccidere un vecchio che, la volta successiva, non avrebbe ritardato gli altri, in modo così da poter evitare il suo battaglione di Jaffa. Quando Teal'c si ribellò ai Goa'uld e l'SG-1 giunse su Cartago, il figlio della vittima di Teal'c riuscì a perdonarlo solo dopo che il Jaffa e l'SG-1 li aiutarono a proteggersi dai Goa'uld.
I Byrsa indicano lo Stargate come "Circ-Kakona", una combinazione di latino e greco che vorrebbe dire "Cerchio delle sventure".

### Enkariani
Gli Enkariani sono una tribù che l'SG-1 aiutò a tornare nel loro mondo d'origine (Enkar) dopo averli liberati dal domino dei Goa'uld. Il loro pianeta non possiede Stargate. Gli Enkariani possiedono una fisiologia unica che li rende estremamente sensibili a specifiche condizioni atmosferiche, senza delle quali diventano ciechi e in seguito muoiono. Il Comando Stargate cercò per settimane un mondo adatto ad ospitarli e, una volta trovato, gli Enkariani vi si stabilirono, cominciando a costruire le prime strutture. Appena una settimana dopo però, una astronave aliena cominciò a devastare la superficie del pianeta per poi terraformarlo. L'SG-1 cominciò così una negoziazione con Lotan, l'essere umano creato dalla nave dei Gadmeer per comunicare con gli Enkariani. Nonostante inizialmente i negoziati fallirono, Daniel Jackson convinse Lotan a cercare il pianeta d'origine degli Enkariani nel database della nave e a trasportare questi sul loro mondo.

### Eurondiani
Gli Eurondiani, abitanti di Euronda vivono e si riproducono interamente seguendo il concetto di eugenetica. Essi crescono provando disgusto per i membri di un'altra nazione che chiamano Riproduttori perché si riproducono indiscriminatamente provocando diversità etnica nella loro popolazione. Gli Eurondiani pianificarono di eliminare i Riproduttori avvelenando l'atmosfera, rendendola inabitabile, mentre loro avrebbero continuato la loro esistenza sottoterra. Venuti a conoscenza di ciò i Riproduttori attaccarono gli Eurondiani che si rifugiarono nella base sotterranea dove, a corto di energia, molti di essi si misero in stasi. Quando furono vicini a soccombere, gli Eurondiani contattarono la Terra, offrendo tecnologia militare in cambio di acqua pesante. Nonostante l'ottima offerta, l'SG-1 cominciò ad avere dei sospetti sulla loro bontà quando furono negate informazioni sul nemico che combattevano ma soprattutto quando si resero conto che tutti gli individui in stasi si somigliavano fisicamente troppo e quando furono uditi commenti razzisti su Teal'c. Quando la squadra si rese conto che erano stati gli Eurondiani a cominciare la guerra, tentò di fermarli. La struttura Eurondiana subì gravi danni, e i Riproduttori presero il completo controllo del pianeta.
Gli Eurondiani avevano raggiunto un livello tecnologico superiore a quello della Terra di almeno 100 anni, rispetto al 2000. La maggior parte della loro tecnologia usava come fonte energetica il deuterio dell'acqua pesante.

### Galarani
I Galarani sono una razza tecnologicamente avanzata, protetta dagli Asgard sul loro mondo, Galar. Galarani scoprirono un dispositivo di memoria dei Goa'uld durante il Ventesimo secolo. Studiandolo, scoprirono come leggere e modificare la memoria delle persone. L'SG-1 giunse nel mondo di Galar nel 2006, creando un'alleanza tra i Galarani e la Terra. Galar era limitato nei viaggi attraverso gli Stargate così i suoi abitanti offrirono ai terrestri il dispositivo della memoria in cambio della tecnologia dell'Hyperdrive. Tuttavia, il colonnello Mitchell fu accusato dell'omicidio della dottoressa Reya Varrick. Usando il loro stesso dispositivo i Galarani scoprirono che il vero colpevole fu il dottor Marell, l'ex-marito della dottoressa che aveva trasferito i ricordi dell'omicidio nella mente di Mitchell.

### Hankaniani
Gli Hankariani erano una razza del pianeta Hanka, un tempo sotto il dominio del Signori del Sistema Nirrti, il quale alterò la loro biochimica nella speranza di creare un Hok'taur. Quando l'SG-7 giunse su Hanka e Nirrti temette che i suoi esperimenti fossero scoperti come malvagi dalle sue cavie, il Goa'uld rilasciò un virus che uccise tutti gli Hankariani, tranne una ragazza: Cassandra. Gli Hankariani erano una popolazione semplice e pacifica. Dalle strutture vicine allo Stargate si poté determinare che essi erano una razza tecnologicamente abbastanza avanzata, anche se non al livello della Terra.

### Hebridiani
Gli Hebridiani, conosciuti anche come Hebridani o Hebridaniani, vivono su Hebridan assieme ai Surrakin. Gli Hebridiani furono per lungo tempo dominati dai Goa'uld finché i Surrakin non giunsero per salvarli.

### Ilempiri
Gli Ilempiri sono umani del pianeta Atropos con una peculiarità genetica che impedisce ai Goa'uld di usarli come ospiti. Questa modifica genetica fu fatta dagli Antichi per impedire a tutti gli umani di essere usati dai Goa'uld. Quando i Goa'uld scoprirono di questa loro caratteristica li costrinsero ad assumere e diventare dipendenti di una droga chiamata Roshna, la cui astinenza causa la morte.

### Jaffa
I Jaffa sono i guerrieri dei Goa'uld, nonché le incubatrici umane delle loro larve. I Jaffa sono originari di Dakara.

### Kelowniani
Abitanti della nazione di Kelowna, su Langara.

### K'Tau
Gli K'Tau sono degli umani del pianeta K'tau. Gli K'Tau sono protetti dagli Asgard tramite il Trattato dei pianeti protetti ed hanno una cultura di origine scandinava. Quando l'SG-1 raggiunge il loro pianeta, il capo degli K'Tau è Elrad. Sono un popolo pacifico e il loro stile di vita e livello tecnologico è simile a quello degli Amish sulla Terra. Proprio come i cimmeriani essi credono negli dèi nordici, in particolare in Freyr, che credono responsabile dei fruttuosi raccolti. L'arrivo dell'SG-1 viene visto inizialmente come un buon auspicio ma poco dopo, a causa delle azioni della squadra, l'emissione luminosa del sole di K'tau si spostò verso il rosso, cosa che col tempo avrebbe causato la morte delle piante e dunque in seguito anche del popolo degli K'Tau. Il colonnello O'Neill contattò gli Asgard per risolvere la situazione, attraverso il tempio degli K'Tau, e ottenne un incontro con l'Alto Consiglio Asgard, il quale decise però di non intervenire per impedire che i Goa'uld annullassero il Trattato dei pianeti protetti. Il Comando Stargate lavorò quindi per settimane per costruire su K'tau un razzo contenente il materiale in grado di cambiare l'emissione solare verso la normalità ma il missile fu distrutto da dei radicali, guidati da Malchus, che credevano di seguire la volontà degli dèi. Nell'attacco morirono due membri dei radicali e due dell'SG-6. In un ultimo disperato tentativo il maggiore Carter ideò un piano per rilasciare il materiale all'interno del sole di K'tau attraverso lo Stargate: il flusso energetico del wormhole generato dallo strumento avrebbe intersecato il sole stesso. Se il piano abbia funzionato o no non si sa. Tuttavia improvvisamente l'emissione solare tornò alla normalità. Il Comando Stargate ipotizzò che fossero stati gli Asgard, i quali avrebbero potuto salvare la faccia con i Goa'uld, affermando che erano stati i terrestri a intervenire e non loro, rispettando così il Trattato.

### Langarani
I Langarani sono nativi di Langara. Sono divisi in tre superpotenze: Kelowna, Tirania e la Federazione Andari. Il loro livello di civilizzazione è simile a quello terrestre alla conclusione della Seconda Guerra Mondiale ma non possiedono tecnologie come la propulsione jet e gli antibiotici.

### Madroniani
I Madroniani vivono sul pianeta Madrona e la loro cultura è ancora primitiva, anche se possiedono la tecnologia della pietra di paragone, la quale permette al loro sacerdote, Roham, di governare il clima. Quando il dispositivo viene rubato da alcuni individui indossanti le divise del Comando Stargate, Roham accusa l'SG-1 del furto. La squadra in seguito scopre che il secondo Stargate della Terra è usato dal NID, il quale ha rubato il dispositivo dei Madroniani. Il Comando recuperò così la pietra e la riconsegnò ai legittimi possessori.

### Nomadi di Vis Uban
I Nomadi di Vis Uban sono un popolo nomade del pianeta Vis Uban, dove gli Antichi costruirono una città. Questi nomadi però sono originari di un altro mondo, sconosciuto al Comando Stargate.

### Optricani
Abitanti di P2X-416. Nemici dei Bedrosiani.

### Orbaniani
Gli Orbaniani, nativi del pianeta Orban, sono una razza tecnologicamente avanzata le cui origini possono ritrovarsi nelle popolazioni mesoamericane precolombiane, anche se l'attuale fisiologia sembra di origine europea, probabilmente dovuta alla mancanza per secoli di un habitat tropicale. Gli Orbaniani immettono delle Naniti nei bambini, conosciuti come Urroni. Gli Urroni ottengono in questo modo la capacità di imparare velocemente; quando entrano nella soglia della pubertà, le Naniti vengono loro rimosse e distribuite al resto della popolazione, che apprende così le conoscenze apprese dagli Urroni quando erano in possesso delle Naniti. In seguito a questo processo gli Urroni regrediscono ad uno stato mentale infantile, al limite del ritardo mentale, e attendono le Naniti provenienti da nuovi Urroni per apprendere delle conoscenze. Il Comando Stargate ottenne da uno degli Urroni le informazioni necessarie per costruire un reattore al Naquadah ed insegnò all'Urrone come normalmente gli esseri umani possono imparare se educati. Dopo che le sue Naniti furono distribuite al resto degli Orbaniani, essi decisero, dopo aver conosciuto l'esperienza dell'Urrone, di riprendere il vecchio metodo dell'insegnamento ai più giovani.

### Ori
Gli Ori sono un popolo di esseri ascesi provenienti da un'altra galassia. Essi sono i discendenti di una fazione degli Alterani.
Sono gli antagonisti principali delle ultime due stagioni di Stargate SG-1.

### Pangariani
I Pangariani sono una razza del pianeta Pangar, liberi dai Goa'uld da generazioni. Essi studiarono la loro storia attraverso delle rovine e trovarono una regina Goa'uld, Egeria, senza sapere chi essa stessa fosse. Tuttavia, scoprirono come produrre dalla regina il Tretonin, un potente farmaco. La scoperta del Tretonin portò in seguito alla possibilità di liberare i Jaffa dal dominio Goa'uld.

### Rillaaniani
I Rillaaniani sono un popolo del pianeta Rillaan che sembrano possedere un livello tecnologico superiore all'SGC. Ad essi appartiene Linea, la Distruttrice di Mondi.

### Salish
I Salish sono un gruppo di umani discendenti dei nativi americani, portati dai Goa'uld su PXY-887. Essi furono aiutati e liberati da uno Spirito, Xe'ls, membro di questa razza umanoide che combatté contro i Goa'uld finché non sconfissero i Signori del sistema sul pianeta. In seguito gli Spiriti decisero di convivere con i Salish, proprio come loro spiriti. Proprio come i nativi americani ancora sulla Terra, i Salish detestano ogni cosa che deturpa la natura, inclusa la miniera che i terrestri intendevano costruire sul loro mondo, ricco di Trinium, che i Salish stessi usano per realizzare alcuni loro manufatti. Grazie all'incontro con l'SG-1, gli spiriti dei Salish furono in grado di rivelare la loro identità e chiesero ai Salish quale forma fisica volessero che i loro spiriti apparissero. In questo modo le due specie poterono cominciare a co-esistere.

### Shavadai
Gli Shavadai, popolo della steppa, è il nome dato ad una delle tribù abitanti il pianeta Simarka, un mondo visitato dall'SG-1 in una delle loro prime missioni. Gli Shavadai furono portati su Simarka dal Goa'uld Raiden, che prende il nome dal dio del tuono nella mitologia giapponese, Raijin. Essi discendono dalle popolazioni mongole e della loro società è cambiato ben poco in tutto questo tempo. La loro società e oppressiva verso le donne anche se Moughal avrebbe voluto dare loro più libertà. Solo con l'aiuto dell'SG-1, e soprattutto di Samantha Carter, le loro donne furono libere.

### Sodan
I Sodan sono dei Jaffa che riuscirono a liberarsi dai Goa'uld migliaia di anni fa e da allora vivono liberi.

### Talthuniani
I Talthuniani sono una razza quasi completamente estinta, proveniente dal pianeta Talthus, un mondo distrutto da un brillamento solare. Sono una razza tecnologicamente avanzata, dotata di navi non in grado di superare la velocità della luce ma comunque capaci di compiere viaggi interstellari, di dispositivi di stasi criogenica che durano anche centinaia di anni e di dispositivi informatici in grado di immagazzinare nella loro memoria intere menti umane. Il loro sistema di governo prevede una monarchia. In seguito alla scoperta che il loro mondo stava per finire, alcuni Talthuniani furono prescelti per far sopravvivere la loro civiltà su un nuovo mondo. Tre vascelli, tra cui la Stromos, fuggirono da Talthus, trasportando circa 3.000 Talthuniani in stasi verso il nuovo mondo di Ardena, lontano centinaia di anni luce. La Stromos si schiantò su P2A-347 e lì fu ritrovata dall'SG-1, che promise ai sopravvissuti di trovare loro un nuovo mondo, forse persino Ardena stessa.

### Tau'ri
I Tau'ri (parola della lingua Goa'uld) sono i terrestri. Dalla popolazione terrestre discendono tutti gli altri umani sparsi nella Via Lattea ad opera dei Goa'uld.

### Tobin
I Tobin sono una delle poche discendenze umane nella galassia che riuscirono a liberarsi dal dominio dei Goa'uld, sviluppandosi poi in una civiltà tecnologicamente avanzata, in grado di creare, tra le altre cose, delle mine spaziali. I Tobin sono discendenti dei Fenici.

### Tollan
I Tollan sono una razza umana più avanzata dei terrestri che dovette fuggire dal loro mondo d'origine Tollan verso un altro pianeta, Tollana.

### Ver Egen
I Ver Egen sono umani creati dagli Ori su Celestis, in particolare nel villaggio di Ver Eger. Essi sono uno dei tanti gruppi di umani creati con il solo scopo di adorare gli Ori e il loro villaggio è uno dei principali nell'attività segreta anti-Ori.

### Vyans
I Vyans sono una civiltà umana che soffrì le conseguenze di un cataclisma chiamato Vorlix. Linea, la Distruttrice di Mondi, giunse sul loro pianeta, Vyus, attraverso lo Stargate e cominciò a studiare come ridurre, o invertire, il loro processo naturale di invecchiamento. Linea usò due soggetti per un test, somministrando loro la sostanza chiamata dargol, sostanza che sfortunatamente si diffuse a tutti i Vyans e anche a Linea. In questo modo tutti gli anziani ringiovanirono come ventenni o trentenni e coloro che erano più giovani scomparvero completamente. Con l'aiuto dell'SG-1, Linea, che ora la sostanza ha fatto perdere la memoria e che si fa chiamare Ke'ra, riesce a trovare una cura, permettendo ai Vyans di poter vivere nuovamente le loro vite anche se non poterono fare nulla per coloro che scomparvero.

## Umanoidi

### Asgard
Gli Asgard sono una specie umanoide proveniente dal pianeta Othala, nella Galassia di Ida, membra dell'Alleanza delle quattro grandi razze.

### Furling
I Furling sono una razza molto avanzata e membri dell'Alleanza delle quattro grandi razze. Sono la civiltà più misteriosa dell'universo di Stargate SG-1. Il Comando Stargate sa dell'esistenza di diversi loro manufatti sparpagliati in tutta la Via Lattea. Compaiono solo scherzosamente nella decima stagione della serie, dove sono mostrati fisiologicamente molto simili a dei panda, come Jack O'Neill se li era sempre immaginati.

### Gadmeer
I Gadmeer sono un'avanzata razza aliena nativa della Via Lattea. Essi sembrano una specie somigliante ai rettili e il loro "mattone" fondamentale è lo zolfo, proprio come il nostro è il carbonio. La loro società è pacifica ed ha una storia lunga 10.000 anni. Più di 1.000 anni fa furono sconfitti da una potenza militare superiore per via della loro mancanza di tecnologie e tattiche militari e di conseguenza la loro razza apparentemente morì. Per impedire che la loro civiltà svanisse nel nulla, costruirono un vascello stellare contenente tutta la loro conoscenza, incluse arti, matematica e anche migliaia di DNA appartenenti alla loro specie e ad altre piante e animali del loro mondo d'origine. L'astronave cercò un nuovo mondo che fosse simile al loro e scansionò milioni di pianeti. Infine, ne trovò uno, che i Tau'ri chiamavano P5S-381, dove cominciò a ricreare il mondo lasciato dai Gadmeer. Il pianeta però era ora ospitato dagli Enkariani, condotti lì proprio dal Comando Stargate. I Gadmeer ottennero infine il pianeta dopo aver trasportato gli Enkariani al loro pianeta d'origine con la loro astronave.

### Nox
I Nox sono una razza umanoide del pianeta Gaia, membra dell'Alleanza delle quattro grandi razze.

### Oannes
Gli Oannes sono degli esseri semi-acquatici del pianeta Oannes. La loro razza ha una speranza di vita di 5.000 anni e i giovani raggiungono la maturità a 200 anni. La loro società è divisa in caste: le prime due sono di guerrieri e scolari ma esistono diverse altre caste inferiori.
Sono una razza tecnologicamente avanzata: sono in grado di trattenere l'acqua fuori da aperture nelle pareti tramite campi di forza e dispongono di avanzate tecnologie di manipolazione della memoria. Sono inoltre in grado di imparare una nuova lingua in maniera estremamente veloce.
Il loro astio verso i Goa'uld cominciò millenni fa quando il Goa'uld Belus invase il loro mondo. Il Goa'uld bombardò le città sommerse degli Oannes, costringendoli a fuggire dall'acqua e catturandoli una volta sulla terraferma. Sull'astronave del Goa'uld, gli Oannes si ribellarono e Belus, vedendosi sconfitto, decise di autodistruggere la sua nave, uccidendo così gli Oannes catturati. Sulla terraferma, i Jaffa, senza il loro dio, furono sopraffatti dagli Oannes rimasti, i quali si ripresero il controllo del pianeta.
Una di loro, Omoroca, giunse sulla Terra per aiutare i terrestri nella prima ribellione contro Ra ma venne uccisa da Belus. Suo marito, Nem, rimase 4.000 anni da solo, prima di scoprire il destino della compagna.
Nella mitologia sumera, Oannes è un uomo con piedi e mani palmate in grado di respirare sott'acqua, esattamente come la razza di Stargate SG-1.

### Oraniani
Gli Oraniani sono una razza umanoide rettiloide del pianeta Oran. I pochi Oraniani incontrati dall'SG-1 erano dei contrabbandieri e cacciatori di taglie che lavoravano in combutta con l'Alleanza Lucian. Uno di essi infatti tentò invano di uccidere il colonnello Mitchell per poi decidere di uccidere Netan e prendersi la taglia sulla sua testa.

### Re'ol
I Re'ol sono una razza pacifica che si suppone nativa della Via Lattea, la quale dovette abbandonare il proprio mondo a causa dei Goa'uld. I Re'ol possiedono un'unica difesa naturale: sono in grado di secernere una sostanza che crea falsi ricordi e illusioni alle creature viventi con cui entrano in contatto. Essi appaiono come creature alte e scheletriche completamente glabre e bianche, con lunghi fili per capelli ed occhi scuri. I Re'ol sono una razza che non possiede alcuna forma di tecnologia e il loro unico incontro con l'SG-1 si ha quando un loro membro, Kaiael, illude l'SG-1 di essere un suo quinto membro, il tenente Tyler.
Nonostante la loro capacità possa essere un enorme vantaggio, fu anche la ragione per cui furono vicini all'estinzione: i Goa'uld cercarono di scoprire il loro segreto, riducendo la loro popolazione ad un pugno di individui. Per questo motivo, alcuni di essi si insediarono in un mondo sconosciuto ai Goa'uld e grazie all'aiuto dei Tok'ra, i terrestri ottennero una sostanza simile a quella dei Re'ol. Successivamente questa sostanza aiuterà Daniel Jackson ad infiltrarsi ad un summit dei Signori del sistema e Cameron Mitchell ad infiltrarsi nell'Alleanza Lucian.

### Spiriti
Gli Spiriti sono una razza umanoide del pianeta PXY-887. In un periodo imprecisato della loro storia, il loro mondo viene raggiunto dai Goa'uld che portarono i loro schiavi Salish sul pianeta. Gli Spiriti combatterono contro i Goa'uld e infine liberarono i Salish che da allora venerano i loro salvatori, a cui diedero il nome proprio di "Spiriti". Quando il Comando Stargate decise di costruire una miniera di Trinium, gli Spiriti non gradirono questa iniziativa e quando l'SG-11 cominciò gli scavi, gli Spiriti fecero prigioniera la squadra. Con le sembianze dei membri dell'SG-11, giunsero sulla Terra dove, venuti a conoscenza delle intenzioni dei terrestri, cominciarono ad impossessarsi dei membri del comando con l'intento di distruggere l'intera base. La loro missione ebbe quasi successo ma fu fermato dall'SG-1, in particolare dal dottor Jackson, che convinse i leader degli Spiriti a tornare sul loro mondo e seppellire lo Stargate, senza così dover nuocere ai membri del Comando Stargate.
Gli Spiriti hanno sembianze umanoidi con un segno distintivo sul viso dove, invece del naso, possiedono delle branchie. Tuttavia, sono in grado di mutare la loro forma, passando da piccoli animali ad esseri umani, e possono trasportare le persone con un gesto della mano, mutando l'oggetto del trasporto in una luce bianca. Se in gruppo, possono anche curare diversi dei loro feriti. Prima che la loro natura fosse rivelata ai Salish, gli Spiriti si manifestavano come animali nel tentativo di non interferire con l'esistenza degli umani stessi. Gli Spiriti facevano in modo che ai Salish giungesse il Trinium, attraverso un fiume, con cui i discendenti degli indiani d'America costruivano molti dei loro manufatti.

### Stragoth
Gli Stragoth sono una razza umanoide avanzata proveniente dal pianeta  P3X-118 nella Via Lattea.

### Serrakin
I Serrakin sono una razza umanoide che vive sul pianeta Hebridan, assieme agli Hebridiani. I Serrakin sono umanoidi rettiliani che vivono in armonia con gli Hebridiani che loro stessi liberarono migliaia di anni fa. Matrimoni tra le due specie sono comuni anche se qualcuno afferma che i Serrakin vogliano controllare gli umani. Alcuni Serrakin furono visti anche come cacciatori di taglie.

### Unas
Gli Unas sono una specie umanoide di P3X-888, pianeta dove evolvettero anche i Goa'uld, di cui gli Unas furono gli ospiti prima degli umani.

## Altro

### A't'trr
Gli A't'trr sono una razza senziente di organismi microscopici. Non si hanno molte informazioni su di loro se non che possiedono conoscenze tecnologiche avanzate, conoscono il concetto di scrittura e possiedono una mente alveare che permette loro di agire come un'unica entità, in grado di prendere il controllo di un essere umano (nello specifico, il colonnello Jack O'Neill). Sono in grado di nutrirsi di una grandissima varietà di sostanze, dai tessuti viventi al cemento, e l'energia termica o elettrica catalizzano la loro moltiplicazione; per "attivarsi" hanno però bisogno di ossigeno. Sono parzialmente vulnerabili alla tetraciclina, che è in grado di rallentarli. Centomila anni prima dell'arrivo dell'SG-1 sul loro mondo natio (etichettato dal Comando Stargate come P5C-353), la lenta morte dello stesso li costrinse a mettersi in ibernazione in una piccola sfera metallica, recuperata poi dall'SG-1. L'esposizione ad un'atmosfera abitabile (quella terrestre) li risvegliò. Successivamente vengono spediti su P4G-881 su suggerimento di Daniel Jackson, tramite lo Stargate.

### Entità
Esseri costituiti apparentemente da puri campi elettromagnetici, di cui il Comando Stargate scopre che hanno un andamento che richiama quello di onde cerebrali. Il loro pianeta, P9C-372, è il primo del database degli Antichi scaricato nei computer del Comando Stargate da Jack O'Neill a venire contattato dal Comando stesso. Il Comando mandò una sonda MALP sul pianeta e involontariamente danneggiò le "entità"; una di loro allora prese il comando dei computer del Monte Cheyenne con l'intenzione di distruggere i terrestri; successivamente prenderà il controllo di Samantha Carter, fino a sacrificarsi per salvaguardare il suo popolo, spaventata dalle minacce di O'Neill. Vengono chiamati "entità" dal Comando in assenza di un altro nome con cui identificarli.

### Goa'uld
I Goa'uld sono una razza di parassiti simili a serpenti in grado di prendere il controllo di individui di altre specie. Nei corpi dei loro ospiti, conquistarono il dominio nella Via Lattea, dopo gli Antichi; dominio messo a rischio dalla guerra contro gli Asgard e i Furling, e distrutto poi dai Tau'ri.
I Goa'uld sono gli antagonisti principali delle prime otto stagioni di Stargate SG-1.

### Replicatori
I Replicatori sono una razza robotica il cui unico scopo è aumentare il loro numero, ovvero la "replicazione", appunto. Sono i nemici giurati degli Asgard con cui combattono una dura guerra che durante Stargate SG-1 porta gli Asgard stessi sull'orlo dell'estinzione.

### Re'tu
I Re'tu sono una specie pacifica insettoide, nativa di Retalia. Poiché sono "fuori-fase" con il mondo visibile agli esseri umani, risultano invisibili agli stessi. I simbionti Goa'uld possono invece percepirli. Possono inoltre essere resi visibili e uccisi da un'arma di sradicamento transfasico (AST), mentre le armi a base di proiettili riescono solo a rallentarli. Dispongono di avanzate metodiche di manipolazione genetica e di armi a energia molto potenti. Quando i Goa'uld scoprirono il loro mondo, li sterminarono con gli AST. I sopravvissuti si divisero in due fazioni: alcuni volevano combattere i Goa'uld direttamente, altri invece intendevano vincerli con una guerra di logoramento.

### Tok'ra
I Tok'ra sono dei Goa'uld ribellatisi ai Signori del sistema, alleati dei Tau'ri e in seguito dei Jaffa, durante la loro ribellione.

### Unity
Gli Unity sono una razza cristallina del pianeta P3X-562. Quando il Goa'uld Kur visitò il loro pianeta e toccò uno di loro fu ucciso all'istante. Come punizione, i Jaffa li raggrupparono e tentarono di distruggerli tutti. Ne sopravvissero solo alcuni e quasi nessuno interamente. Quando l'SG-1 visitò il pianeta, il colonnello O'Neill toccò uno dei cristalli che lo resero incosciente. Uno dei cristalli prese le sue forme per diventare poi la sua più grande paura. Il nuovo O'Neill tornò sulla Terra cercando il figlio di O'Neill, Charlie, non sapendo cosa volesse dire morte. Ben presto fu chiaro che quelle forme di vita non potevano sopravvivere con il campo elettromagnetico terrestre, così tutti i campioni portati da P3X-562, e il cristallo O'Neill, furono fatti tornare nel loro mondo.